# Токарево (Ельнинский район)
То́карево   — деревня  в  Смоленской области России,  в Ельнинском районе. Население – 2 жителя (2007 год)   Расположена в юго-восточной части области  в 4 км к северо-западу от города Ельня,  в 5 км севернее  автодороги Р96 Новоалександровский(А101)- Спас-Деменск — Ельня — Починок, в 4 км к западу от автодороги Р137 Сафоново — Рославль, на берегах реки Ужа. В 2 км южнее деревни железнодорожная станция Дёмщино на линии Смоленск  - Сухиничи. Входит в состав Леонидовского сельского поселения.

## История
10 сентября 1941 года все женщины и девушки деревни были угнаны гитлеровскими захватчиками. Ни одна из них домой не вернулась  .